# دشا پاتنی
دشا پاتنی (به انگلیسی: Disha Patani؛ زادهٔ ۱۳ ژوئن ۱۹۹۲) بازیگر و مدل هندی است که عمدتاً در فیلم‌های سینمای هند بالیوود شناخته می‌شود. او یکی از چهره‌های برجسته‌ی سینمای هند است که با نقش‌آفرینی‌های متنوع و حضور پررنگ در شبکه‌های اجتماعی به شهرت رسیده است. 
پاتنی حرفه بازیگری خود را با فیلم تلوگویی «ولگرد» در سال ۲۰۱۵ آغاز کرد و با بازی در فیلم بیوگرافی «دونی: داستان ناگفته» به موفقیت تجاری در سینمای هندی دست یافت. او سپس در پروژه‌های بین‌المللی مانند کمدی اکشن چینی «کونگ فو یوگا» و فیلم‌های هندی پرفروش مانند «شورشی ۲»، «بهارات»، «ولگرد»، «کلکی ۲۸۹۸ پس از میلاد» و «کانگوا» ظاهر شد. پاتنی در سال ۲۰۱۹ در فهرست ۱۰۰ سلبریتی هند مجله‌ی فوربس قرار گرفت و یکی از پرطرفدارترین چهره‌های هندی در شبکه‌های اجتماعی است. او همچنین به دلیل حمایت از برندهای معتبر و فعالیت‌های خیرخواهانه‌اش شناخته می‌شود. 

## اوایل زندگی و تحصیلات
دشا پاتنی در ۱۳ ژوئن ۱۹۹۲ در شهر باریلی، ایالت اوتار پرادش، هند به دنیا آمد. او از خانواده‌ای راجپوت کومائونی با پیشینه‌ی هندو است. پدرش، جگدیش سینگ پاتنی، افسر ارشد پلیس (معاون رئیس پلیس) در اداره‌ی پلیس «اوتار پرادش» و مادرش بازرس بهداشت است. خواهر بزرگ‌تر او، خوشبو پاتنی، ستوان ارتش هند و از افسران برجسته‌ی نیروهای مسلح این کشور است. پاتنی همچنین یک برادر کوچک‌تر به نام سوریانش پاتنی دارد که در زمینه‌ی فناوری فعالیت می‌کند.
دشا تحصیلات ابتدایی خود را در مدرسه‌ی «بی‌بی‌اِل» باریلی گذراند و سپس برای تحصیل در رشته‌ی مهندسی کامپیوتر به دانشگاه آمیتی در لکهنو پیوست. با این حال، در سال دوم تحصیل به دلیل علاقه به مدلینگ و بازیگری، دانشگاه را ترک کرد. او در سال ۲۰۱۳ در مسابقه‌ی زیبایی «پوندز فمینا میس ایندیا ایندور» شرکت کرد و به عنوان نفر دوم انتخاب شد، که نقطه‌ی عطفی در ورود او به صنعت سرگرمی بود. پاتنی پیش از بازیگری، در چندین آگهی تبلیغاتی برای برندهایی مانند گارنیر، ایمپریال بلو و کادبوری ظاهر شد و تجربه‌ی مدلینگ او راه را برای ورود به سینما هموار کرد.

## زندگی شخصی
پاتنی به دلیل شایعات رابطه‌اش با تایگر شروف، بازیگر بالیوود، توجه رسانه‌ها را جلب کرده است. این دو در چندین پروژه از جمله «بی‌فکرا» و «شورشی ۲» همکاری داشتند و شیمی آن‌ها در این آثار باعث گمانه‌زنی‌هایی درباره‌ی رابطه‌ی عاشقانه‌شان شد. با این حال، هیچ‌یک از آن‌ها این رابطه را رسماً تأیید نکردند. در سال ۲۰۲۴، شایعاتی درباره‌ی رابطه‌ی پاتنی با مربی تناسب اندامش، الکساندر ایلیچ، مطرح شد، اما او این شایعات را تکذیب کرد و تأکید کرد که مجرد است.

## حرفه
آغاز فعالیت (۲۰۱۵–۲۰۲۰)

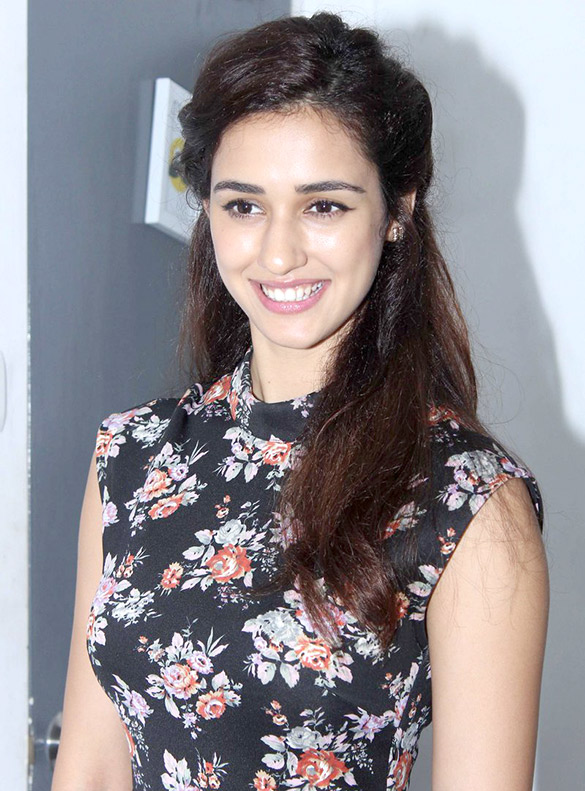
پاتنی در اکران «دونی: داستان ناگفته» در سال ۲۰۱۷

پاتنی در سال ۲۰۱۵ با فیلم تلوگویی «ولگرد» در کنار وارون تج وارد دنیای بازیگری شد. او در این فیلم نقش موئونی، دختری که برای فرار از ازدواج اجباری از خانه می‌گریزد، را ایفا کرد. این فیلم به کارگردانی پوری جاگاناد و تهیه‌کنندگی سی. کالین تحت کمپانی سی.کی. اینترتینمنت با بودجه‌ی ۲۰۰ میلیون روپیه ساخته شد، اما در گیشه عملکرد ضعیفی داشت و تنها ۱۰۶ میلیون روپیه فروش کرد. سال بعد، پاتنی در موزیک‌ویدئوی «بی‌فکرا» در کنار تایگر شروف ظاهر شد که توسط بوشان کومار و کریشان کومار تحت کمپانی تی-سریز تولید و توسط میت بروز کارگردانی و آهنگسازی شد. آدسینگ شارما خواننده‌ی این اثر بود.
پاتنی در سال ۲۰۱۶ با فیلم بیوگرافی ورزشی «دونی: داستان ناگفته» به کارگردانی نیراج پاندی به موفقیت تجاری دست یافت. این فیلم بر اساس زندگی ام.اس. دونی، کاپیتان پیشین تیم کریکت هند، ساخته شد و پاتنی در کنار سوشانت سینگ راجپوت و کیارا ادوانی ایفای نقش کرد. او نقش پریانکا جهآ، دوست‌دختر شخصیت راجپوت که در تصادف رانندگی جان می‌بازد، را بازی کرد. فیلم با فروش بیش از ۲.۱۶ میلیارد روپیه (۲۶ میلیون دلار) به موفقیت بزرگی دست یافت. تاران آدارش از بالیوود هانگاما و شوبهرا گوپتا از ایندین اکسپرس هر دو از عملکرد پاتنی در اولین فیلمش تمجید کردند. او برای این نقش جایزه‌ی بهترین بازیگر زن تازه‌کار را در مراسم جوایز «IIFA» دریافت کرد. همچنین در فیلم «کونگ‌فو یوگا» به کارگردانی جکی چان در کنار سونو سود بازی کرد.
پاتنی در سال ۲۰۱۸ در کنار تایگر شروف در «شورشی ۲»، دومین قسمت از مجموعه‌ی شورشی، بازی کرد. سایبال چاترجی از «ان‌دی‌ تی‌وی» نوشت: «پاتنی چهره‌ای جذاب دارد، اما نقشش تنها به حضور ظاهری محدود شده است». این فیلم با فروش جهانی بیش از ۲۵۸ کرور روپیه (۳۱ میلیون دلار) یکی از پرفروش‌ترین فیلم‌های هندی سال ۲۰۱۸ شد.
در سال ۲۰۱۹، پاتنی نقشی کوتاه در فیلم اکشن-درام «بهارات» با بازی سلمان خان و کاترینا کیف ایفا کرد. او دهه‌ی جدید را با فیلم اکشن-هیجانی «ولگرد» به کارگردانی موهیت سوری آغاز کرد که در آن با آدیتیا روی کاپور، آنیل کاپور و کونال خمو هم‌بازی بود. بالیوود هانگاما نوشت: «پاتنی بیشترین زمان حضور در صحنه را در کارنامه‌اش داشته، زیبا ظاهر شده و عملکردی دل‌انگیز ارائه داده است». این فیلم موفقیتی متوسط در گیشه داشت. ماه بعد، او در آهنگی برای فیلم «شورشی ۳»، سومین قسمت از مجموعه‌ی شورشی، ظاهر شد.
چالش‌های حرفه‌ای (۲۰۲۱–تاکنون)
در سال ۲۰۲۱، پاتنی بار دیگر با سلمان خان در فیلم «رادهه» به کارگردانی پرابهو دوا هم‌بازی شد که به دلیل همه‌گیری کووید-۱۹ با یک سال تأخیر اکران شد. این فیلم همزمان با عید فطر به صورت ویدیوی درخواستی پریمیوم در پلتفرم زی‌پلکس از طریق «ذی ۵» منتشر شد. با وجود بازدید بالا در پلتفرم‌های آنلاین، فیلم مورد انتقاد شدید منتقدان قرار گرفت.در سال ۲۰۲۲، پاتنی در تریلر روان‌شناختی «بازگشت یک شرور» به کارگردانی موهیت سوری و در مقابل جان آبراهام بازی کرد. این فیلم در گیشه عملکرد ضعیفی داشت. سوکانیا ورما از ردیف شخصیت پاتنی را «تکراری» توصیف کرد.
در اولین اکران سال ۲۰۲۴، پاتنی در فیلم «جنگجو» با بازی سیدهارت مالهوترا نقش یک تروریست با پوشش مهماندار هواپیما را ایفا کرد که این فیلم نیز با تأخیر اکران شد. پراتیکشیا میشرا از کوینت، پاتنی را «ستاره‌ی بالقوه‌ی اکشن» توصیف کرد و از سکانس مبارزه‌ی او تمجید کرد، اما افزود که دیالوگ‌هایش تأثیرگذار نبودند. با این حال، فیلم در گیشه شکست خورد. پاتنی با فیلم تلوگویی «کلکی ۲۸۹۸ پس از میلاد» در کنار پرابها به موفقیت دست یافت.این فیلم با فروش بیش از ۱۲ میلیارد روپیه (۱۴۰ میلیون دلار) پرفروش‌ترین فیلم هندی سال شد و اولین موفقیت پاتنی پس از «مالانگ» بود. پس از آن، او با فیلم تامیلی «کانگوا» در نقش یک شکارچی جایزه‌بگیر در کنار سوریا وارد سینمای تامیل شد. این فیلم با نقدهای متفاوتی روبه‌رو شد و جنینی کومار از ایندیا تودی نقش پاتنی را «غیرمهم» توصیف کرد.
سایر فعالیت‌ها و تصویر رسانه‌ای

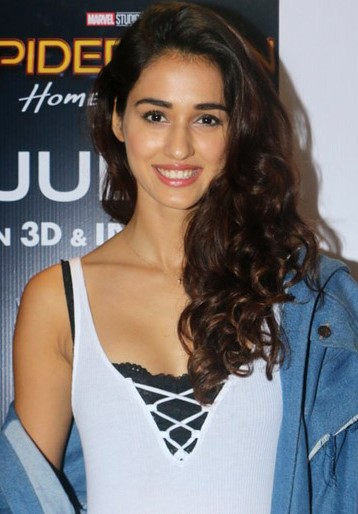
پاتنی در سال ۲۰۱۷

پاتنی در سال ۲۰۱۶ در رتبه‌ی پنجم فهرست سلبریتی‌های پرجست‌وجو در گوگل قرار گرفت. او  یکی از پرطرفدارترین سلبریتی‌ها در شبکه‌های اجتماعی همچون اینستاگرام است. در سال ۲۰۱۹، پاتنی در فهرست ۱۰۰ سلبریتی هند فوربس رتبه‌ی ۴۳ را با درآمد سالانه‌ی تقریبی ۵۸ میلیون روپیه (۶۹۰,۰۰۰ دلار) کسب کرد.
پاتنی بارها در فهرست ۵۰ زن جذاب تایمز قرار گرفته است؛ او در سال ۲۰۱۷ رتبه‌ی ۱۹ و در سال ۲۰۱۸ رتبه‌ی ۹ را کسب کرد. در سال ۲۰۱۹ به عنوان جذاب‌ترین زن تایمز انتخاب شد و در سال ۲۰۲۰ رتبه‌ی سوم را به دست آورد. پاتنی سفیر برندهای مختلفی از جمله جوی (محصولات مراقبت شخصی)، باتا (کفش) و فسیل (ساعت) بوده است. او در مراسم افتتاحیه‌ی لیگ برتر هند ۲۰۱۷ در ایندور اجرا کرد. در مارس ۲۰۲۳، پاتنی در تور «سرگرم‌کنندگان» در شهرهای مختلف ایالات متحده در کنار اکشای کومار، مونی رای، نورا فتحی، سونام باجوا، آپارشاکتی خورانا، استبین بن و زهرا اس. خان به اجرا پرداخت. او همچنین در مراسم افتتاحیه‌ی لیگ برتر هند ۲۰۲۵ حضور داشت.

## فیلم‌شناسی
| سال  | فیلم                  | نقش             | زبان                | یادداشت                  | منبع          |
| ---- | --------------------- | --------------- | ------------------- | ------------------------ | ------------- |
| ۲۰۱۵ | ولگرد                 | مونی            | تلوگو               | اولین فیلم به زبان تلوگو |               |
| ۲۰۱۶ | بیفکرا                | خودش            | هندی                | موزیک ویدیو              |               |
| ۲۰۱۶ | دونی: داستان ناگفته   | پریانکا چوپرا   | هندی                | هندی اولین               |               |
| ۲۰۱۷ | کونگ فو یوگا          | اشمتا           | هندی، چینی، انگلیسی |                          |               |
| ۲۰۱۸ | شورشی ۲               | نیها سلگاونکر   | هندی                |                          | [ ۵۵ ]        |
| ۲۰۱۹ | بهارات                | رها             | هندی                | حضور افتخاری             | [ ۵۶ ]        |
| ۲۰۱۹ | شورشی ۳               | رقصنده‌ی میخانه  | هندی                |                          | [ ۵۷ ]        |
| ۲۰۲۰ | ولگرد                 | سارا            | هندی                |                          | [ ۵۸ ]        |
| ۲۰۲۱ | رادهه                 | دیا             | هندی                |                          | [ ۵۹ ]        |
| ۲۰۲۲ | بازگشت یک شرور        | راسیکا ماپوسکار | هندی                |                          | [ ۶۰ ] [ ۶۱ ] |
| ۲۰۲۴ | جنگجو                 | لیلا خالد       | هندی                |                          | [ ۶۲ ]        |
| ۲۰۲۴ | کلکی ۲۸۹۸ پس از میلاد | روکسی           | تامیل               |                          | [ ۶۳ ]        |
| ۲۰۲۴ | کانگوا                | آنجلینا         | تامیل               |                          | [ ۶۴ ]        |
| ۲۰۲۵ | به جنگ خوش‌آمدید       | تی‌بی‌اِی          | تامیل               |                          | [ ۶۵ ]        |

## موزیک ویدئوها
| سال  | عنوان              | خواننده(ها)                | آهنگساز    | یادداشت‌ها       | منبع   |
| ---- | ------------------ | -------------------------- | ---------- | --------------- | ------ |
| ۲۰۱۶ | بی‌فکرا             | میت بروس، آدیتی سینگ شارما | میت بروس   |                 | [ ۶۶ ] |
| ۲۰۱۹ | هر جرعه پر از جذبه | بادشاه                     | بادشاه     |                 | [ ۶۷ ] |
| ۲۰۲۳ | چرا نگران باشم     | نیکیتا گاندی               | ویبهو پانی | همچنین کارگردان | [ ۶۸ ] |
| ۲۰۲۵ | به من بگو          | کاران اوجلا، وان‌ریپابلیک   | ایکی       |                 | [ ۶۹ ] |

## جوایز و نامزدی‌ها
| سال  | جایزه                           | دسته‌بندی                              | اثر                 | نتیجه | منبع   |
| ---- | ------------------------------- | ------------------------------------- | ------------------- | ----- | ------ |
| ۲۰۱۷ | جوایز سرگرمی ستاره بزرگ         | سرگرم‌کننده‌ترین بازیگر زن در فیلم درام | دونی: داستان ناگفته | نامزد | [ ۷۰ ] |
| ۲۰۱۷ | جوایز سرگرمی ستاره بزرگ         | بهترین بازیگر زن تازه‌وارد             | دونی: داستان ناگفته | برنده | [ ۷۰ ] |
| ۲۰۱۷ | جوایز استارداست                 | ستاره فردا - زن                       | دونی: داستان ناگفته | برنده | [ ۷۱ ] |
| ۲۰۱۷ | جوایز استارداست                 | بهترین بازیگر تازه‌وارد (زن)           | دونی: داستان ناگفته | برنده | [ ۷۱ ] |
| ۲۰۱۷ | جوایز آکادمی فیلم بین‌المللی هند | ستاره تازه‌وارد سال - زن               | دونی: داستان ناگفته | برنده | [ ۷۲ ] |
| ۲۰۱۷ | جوایز آکادمی فیلم بین‌المللی هند | بهترین بازیگر مکمل زن                 | دونی: داستان ناگفته | نامزد | [ ۷۳ ] |
| ۲۰۱۷ | جوایز اسکرین                    | بهترین بازیگر زن تازه‌وارد             | دونی: داستان ناگفته | برنده | [ ۷۴ ] |
| ۲۰۲۳ | آیکون‌های استایل بالیوود هانگاما | ستاره زن نوآور استایل                 | -                   | نامزد | [ ۷۵ ] |
| ۲۰۲۳ | آیکون‌های استایل بالیوود هانگاما | شیک‌ترین پیشرو در مد                   | -                   | نامزد | [ ۷۵ ] |
| ۲۰۲۳ | آیکون‌های استایل بالیوود هانگاما | ستاره جذاب استایل                     | -                   | نامزد | [ ۷۵ ] |
| ۲۰۲۳ | جوایز آیکون‌های استایل پین‌کویلا  | پیشرو جذاب سال                        | -                   | برنده | [ ۷۶ ] |
| ۲۰۲۴ | جوایز اسکرین و استایل پین‌کویلا  | شیک‌ترین تغییردهنده بازی               | -                   | برنده | [ ۷۷ ] |
| ۲۰۲۵ | جوایز اسکرین و استایل پین‌کویلا  | شیک‌ترین ستاره جذاب                    | -                   | برنده | [ ۷۸ ] |